# 綾部和
綾部 和（あやべ かず、1965年8月6日 - ）は、日本のゲームクリエイター・実業家。ぼくのなつやすみシリーズの企画・脚本・ゲームデザイナーとして知られる。株式会社ミレニアムキッチンおよび株式会社惑星プロジェクト代表取締役。2014年以降は火星カレーなどの飲食プロデュースも行っている。北海道函館市生まれ。

## 来歴
東京デザイナー学院アニメーション科を卒業後、グラフィックデザイナー・プログラマとして、NMKおよび木村初（キム皇）の作品などに参加。『エスパ冒険隊 魔王の砦』『ザ・ラストバトル』など個性的なゲームのプログラミングを担当した。『落っことしパズル とんじゃん!?』や『ベリウスII～復讐の邪神～』では音楽も担当している。
1997年にミレニアムキッチンを設立。『ぼくのなつやすみ』で初めて企画・脚本・背景レイアウトなどを担当し、日本ゲーム大賞ニューウェイブ賞を受賞。以後、『ぼくのなつやすみ2』『ぼくらのかぞく』が文化庁メディア芸術祭・審査員推薦作品に、『怪獣が出る金曜日』の海外版『GUILD-02 Attack of the Friday Monsters! A Tokyo Tale』が北米GDCアワード・ベストナラティブ部門佳作に選ばれている。

## 主な作品

### ゲーム
- エスパ冒険隊 魔王の砦（1987年）メインプログラム・ゲームデザイン
- 落っことしパズル とんじゃん!?（1988年）サウンドプログラム・音楽
- じゃじゃ丸忍法帳（1989年）メインプログラム
- ベリウスII～復讐の邪神～（1992年）メインプログラム・音楽
- ジャングルウォーズ2 〜古代魔法アティモスの謎〜（1993年）ゲームデザインサブ
- ザ・ラストバトル（1994年）バトルプログラム・ゲームデザインサブ
- ぼくのなつやすみシリーズ
  - ぼくのなつやすみ（2000年）監督・脚本・ゲームデザイン・レイアウト
    - ぼくのなつやすみポータブル ムシムシ博士とてっぺん山の秘密!!（2006年）監督・脚本・ゲームデザイン・レイアウト

  - ぼくのなつやすみ2 海の冒険篇（2002年）監督・脚本・ゲームデザイン・レイアウト
    - ぼくのなつやすみポータブル2 ナゾナゾ姉妹と沈没船の秘密!（2010年）監督・脚本・ゲームデザイン・レイアウト

  - ぼくのなつやすみ3 -北国篇- 小さなボクの大草原（2007年）監督・脚本・ゲームデザイン・レイアウト
  - ぼくのなつやすみ4 瀬戸内少年探偵団「ボクと秘密の地図」（2009年）監督・脚本・ゲームデザイン・レイアウト
- ぼくらのかぞく（2005年）監督・脚本・ゲームデザイン・レイアウト
- GUILD-02 怪獣が出る金曜日（2013年）監督・脚本・ゲームデザイン・レイアウト・作詞
- クレヨンしんちゃん 「オラと博士の夏休み」〜おわらない七日間の旅〜（2021年）ゲームデザイン・脚本
- なつもん! 20世紀の夏休み（2023年）原作・脚本・ゲームデザイン

### 書籍
- 『ぼくのなつやすみ美術館』光村推古書院（2003年）構成・文[6]
- 『水が氷になるとき』西炯子 - 小学館文庫（2004年）あとがき・解説[7]
- 『背景画集 草薙3 日本の風景編』光村推古書院（2007年）解説・対談[8]
- 『クロトシロくんの大冒険』ファミ通BOOKS（2011年) 構成・文（作画：サカイノビー）[9]

### 舞台
- Kiramuneリーディングライブ『パンプキンファームの宇宙人』（2016年10月29日・30日舞浜アンフィシアター）脚本[10]

### 飲食店
- 火星カレー（2014年）プロデュース[11]